# 中野実 (作家)
中野 実（なかの みのる、旧字体：實、1901年（明治34年）11月30日 - 1973年（昭和48年）1月3日）は大阪府生まれの小説家、劇作家。

## 生涯
法政大学文科中退。
中野の上京および岡本綺堂への師事については、日本近代演劇史研究会（編）『20世紀の戯曲・II 現代戯曲の展開』（社会評論社）によると、「法政大学中退後、1919年（大正8年）に岡本綺堂に師事した」とある。一方、川本三郎『小説家たちの休日』（文藝春秋）では、『岡本綺堂日記』（青蛙堂）から引用をしながら「1923年（大正12年）に上京して綺堂の書生になった」「1925年に風邪が悪化して実家にかえり、1926年に再上京した」と一致しない情報が書かれている。
綺堂家の書生となり、門下生のあつまりである「嫩（ふたば）会」に参加し、戯曲を中心に活動するようになる。
1922年（大正11年）に浅草の公園劇場で、松本高麗三郎らにより中野の戯曲『場末の春』が初めて上演される。同年、時事新報の脚本懸賞募集に「茶番師」を応募して、一等当選。
1930年（昭和5年）、戯曲『二等寝台車』が新派により上演、1932年（昭和7年）松竹募集脚本に史劇『木曽義仲(きそよしなか)』が当選。二世市川左団次らにより歌舞伎座で上演された。新派や新国劇などで自作品の演出も行うようになる。
その一方、ユーモア小説を得意とする。主に、オール讀物誌やキング誌などの大衆雑誌に発表する事が多かった。1935年上期、第1回直木賞候補、1936年上期第3回直木賞候補。1936年（昭和11年）、佐々木邦、辰野九紫、サトウ・ハチロー、獅子文六、徳川夢声らと「ユーモア作家倶楽部」を結成した。
日中戦争開始直後の1938年（昭和13年）に大阪で陸軍に召集され、約2年間の従軍生活を送る。1940年（昭和15年）4月に帰国。やはり従軍していた火野葦平ら従軍芸術家と「文化報国会」を結成。中野が脚本を提供していた親しかった古川ロッパの非戦論に対して、全面的に戦争協力する中野との、友人関係が決裂していったことが、ロッパの日記に書かれている。
第二次世界大戦後は新派、新国劇、歌舞伎などの脚本を担当。1954年（昭和29年）、新派にむけて書いた戯曲「明日の幸福」で毎日演劇賞および芸術祭賞を受賞した。1961年（昭和36年）、『中野実戯曲集』《戯曲》で、第13回読売文学賞戯曲賞候補。
東宝のプロデューサー池野満の企画により、1960年（昭和35年）には劇作家の生活向上を目的として、川口松太郎、中野実、北條秀司、菊田一夫で「劇作家四人の会」を結成。
1973年（昭和48年）1月3日、新橋演舞場で自作の観劇中に、客席で脳溢血をおこし死去。

## 三十路会

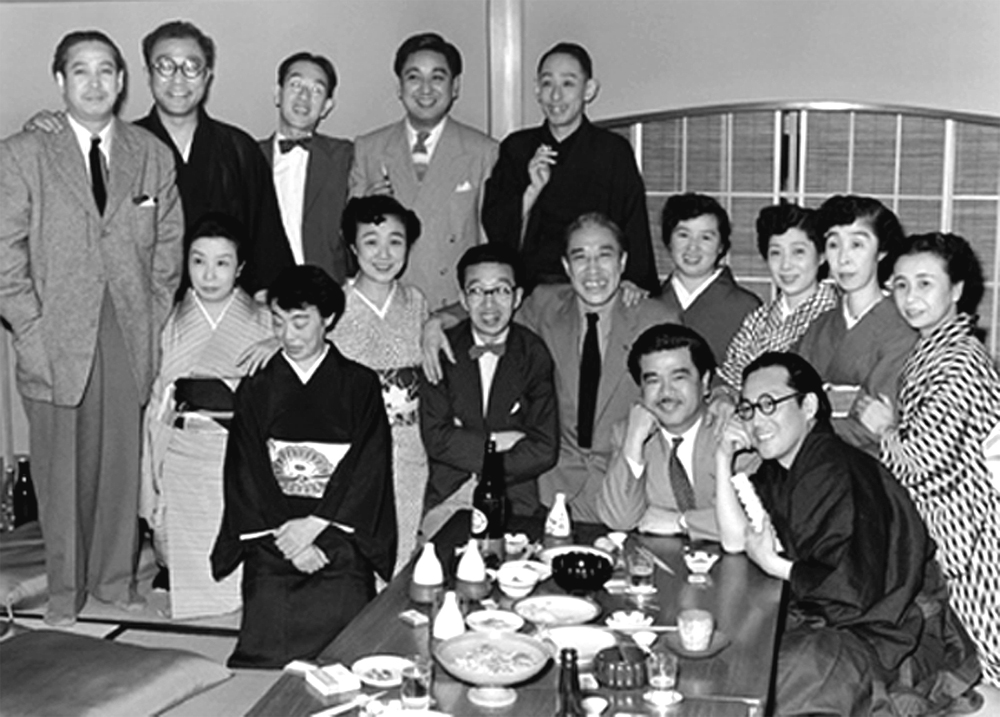
「三十路会」（昭和28年）

中野は自身こそ目立たないものの、その交友関係となると非常に広く、いくつもの親睦会のまとめ役となっている。
そのうちの「三十路会」（みそじ かい）は、中野、伊志井寛、小林秀恒（画家）らが提唱し昭和12年から開始され、実際に三十代だったメンバーが参加したもの。
メンバーが三十代をすぎても会は続き、「いつまでも三十代の若い気持ちで仕事をしている同志たち」の会となり、また、家庭で仕事を支える夫人を必ず会合に同伴するという、ユニークなものだった。
左の画像は昭和28年にもたれた会合。後列左から、新国劇俳優の島田正吾、中野實、挿絵画家の岩田専太郎、映画俳優の長谷川一夫、歌舞伎役者の十四代目守田勘彌。中列左から、中野夫人、島田夫人、辰巳夫人、脚本家の大江良太郎、新生新派の伊志井寛、林夫人、長谷川夫人、伊志井夫人、岩田夫人。前列左から、東京吉本社長の林弘高、新国劇俳優の辰巳柳太郎。
その他の会員に画家の志村立美、落語家柳家金語楼、作家北村小松、俳優片岡仁左衛門がいた。

## 著書
- 『日本ユーモア小説全集（第7巻）』（1935年、アトリヱ社）
- 『女軍突撃隊』（1936年、千代田書院） - 1935年12月に映画化[16]。
- 『女の暦・女性の冠』〈新作大衆小説全集・第15巻〉（1940年、非凡閣）
- 『香港』（1941年、蒼生社）
- 『仏印縦走記』（1941年、講談社）
- 『花守賦 立志篇』〈国民文芸叢書〉（1942年、博文館）
- 『明日の愛情』（1942年、春陽堂書店）
- 『日本の母』（1943年、春陽堂書店）
- 『桜花の国』（1943年、博文館）
- 『青春オリンピック』（1947年、千代田書院） - 1938年3月に映画化[17]。のち春陽文庫。
- 『新婚二人三脚』（1947年、竜書房）
- 『恋愛双曲線』（1948年、鷺ノ宮書房）
- 『哀恋散華』（1948年、東方社）
- 『新婚虎の巻』〈家庭文芸名作選〉（1948年、家庭社）
- 『青春ダイジェスト』（1949年、光文社） - のち春陽文庫。
- 『この恋百万$』（1951年、東方社） - のち春陽文庫。
- 『恋愛百貨店』（1951年、東方社） - のち春陽文庫。
- 『天から降つた娘』（1951年、文芸図書出版社） - のち春陽文庫。
- 『新婚応援団』（1951年、東方社） - のち春陽文庫。
- 『パパの青春』（1951年、東方社） - 1934年4月に映画化[18]。
- 『お景ちゃんと鞍馬先生』（1951年、東方社） - 1952年6月に映画化[19]。のち春陽文庫。
- 『愛と罪』（1951年、東方社）
- 『乾杯！ 東京娘』（1952年、東方社） - のち春陽文庫。
- 『学生社長』（1952年、東方社） - 1953年1月に映画化[20]。のち春陽文庫。
- 『楽天夫人』（1952年、東方社） - 1956年6月に映画化[21]。のち河出新書、春陽文庫。
- 『すいれん夫人とばら娘』（1952年、東方社） - 1948年11月に映画化[22]。のち春陽文庫。
- 『花嫁設計図』（1952年、東方社） - 1936年3月に映画化[23]。のち東方新書、ユーモア名作文庫（桃源社）、春陽文庫。
- 『乾杯！ 若旦那』（1952年、文芸図書出版社） - 1951年2月に映画化[24]。
- 『水戸黄門』（1952年、東方社）
- 『新婚リーグ戦』（1952年、東方社） - 1947年9月に映画化[25]。のち春陽文庫。
- 『脱線令嬢』（1952年、東方社） - 1937年1月に映画化[26]。のち春陽文庫。
- 『源平恋愛合戦』（1952年、東方社） - のち春陽文庫。
- 『結婚三銃士』（1952年、東方社） - 1949年3月に映画化[27]。のち春陽文庫。
- 『花婿三段跳び』（1952年、東方社） - 1949年5月に映画化[28]。のち春陽文庫。
- 『乙姫様御上陸』（1952年、東方社） - 1951年11月に映画化[29]。のち春陽文庫。
- 『婚約三人娘』（1952年、東方社） - のち春陽文庫。
- 『花嫁選手』（1952年、東方社） - 1948年3月に映画化[30]。のち春陽文庫。
- 『極楽夫婦』（1952年、東方社） - 1949年11月に映画化[31]。のち春陽文庫。
- 『女の流行』（1952年、東方社） - 1950年2月に映画化[32]。
- 『この年初恋あり』〈ユーモア小説全集〉（1952年、東成社） - のち春陽文庫。
- 『東京ルムバ』（1953年、東方社） - 1950年5月に映画化[33]。
- 『弁天横丁』（1953年、東方社） - 1953年7月に映画化[34]。
- 『女性の冠』（1953年、東方社）
- 『現代ユーモア文学全集（第2巻・中野実集）』（1953年、駿河台書房）
- 『女は応える』（1953年、東方社）
- 『東京無宿』（1953年、東方社） - 1956年11月に映画化[35]。
- 『緑の門』（1953年、東方社）
- 『お俠ちゃんは人気者』（1953年、東方社） - のち春陽文庫。
- 『女の暦』（1954年、東方社）
- 『坂田藤十郎』（1954年、東方社）
- 『不在女房』〈人気作家小説全集・第2巻〉（1954年、東京文芸社）
- 『現代ユーモア文学全集（第22巻・中野実集・続）』（1954年、駿河台書房）
- 『天使もお年ごろ』（1954年、東方社） - のち春陽文庫。
- 『明日の幸福』（1955年、東方社） - 1955年2月に映画化[36]。
- 『坊ちやん重役』（1955年、東方社） - 1937年と1952年8月の二度にわたり映画化[37][38]。のち春陽文庫。
- 『結婚白書』（1955年、東方社）
- 『ジャンケン娘』〈平凡映画小説シリーズ〉（1955年、平凡出版） - 1955年11月に映画化[39]。のち春陽文庫。
- 『娘十八御意見無用』（1955年、東方社） - 1958年1月に映画化[40]。のち春陽文庫。
- 『江戸一寸の虫』（1955年、毎日新聞社） - 1955年10月に映画化[41]。
- 『えくぼ人生』（1956年、東京文芸社） - 1954年9月に映画化[42]。のち春陽文庫。
- 『都会の沙漠』（1955年、桃源社）
- 『お嬢さん罷り通る』（1956年、東京文芸社） - 1950年10月に映画化[43]。
- 『褌医者』（1956年、東方社） - 1960年8月に映画化[44]。
- 『恋愛百メートル自由形』（1956年、東方社） - 1958年4月に映画化[45]。のち春陽文庫。
- 『新編現代日本文学全集（第33巻・中野実集）』（1957年、東方社）
- 『或る女の生涯』（1957年、東方社）
- 『三色娘』（1957年、東方社） - 1957年7月に映画化[46]。のち春陽文庫。
- 『昭和大衆文学全集（第9巻・中野実集)』吉川英治等編（1957年、桃源社）
- 『湯女物語』（1958年、東方社）
- 『刺青ざんげ』（1958年、桃源社）
- 『火星から来た男（上下）』（1958年、東京文芸社）
- 『黒い戯曲―中野実戯曲集』（1959年、光風社）
- 『青春舞台』（1959年、光風社）
- 『グッドナイト』（1959年、東京文芸社） - 1959年11月に映画化[47]。のち春陽文庫。
- 『青春舞台 続』（1959年、光風社）
- 『薔薇よ、さよなら（上下）』（1960年、桃源社）
- 『千曲川通信―中野実戯曲集』（1961年、文芸春秋新社）
- 『夜と花を賭けろ』（1961年、東京文芸社）
- 『私と私』（1962年、東方社） - 1962年8月に映画化[48]。
- 『花嫁拝借』〈春陽文庫〉（1964年、春陽堂書店）
- 『お嬢さん探偵』（1965年、春陽堂書店） - のち春陽文庫。